# Szatniarz

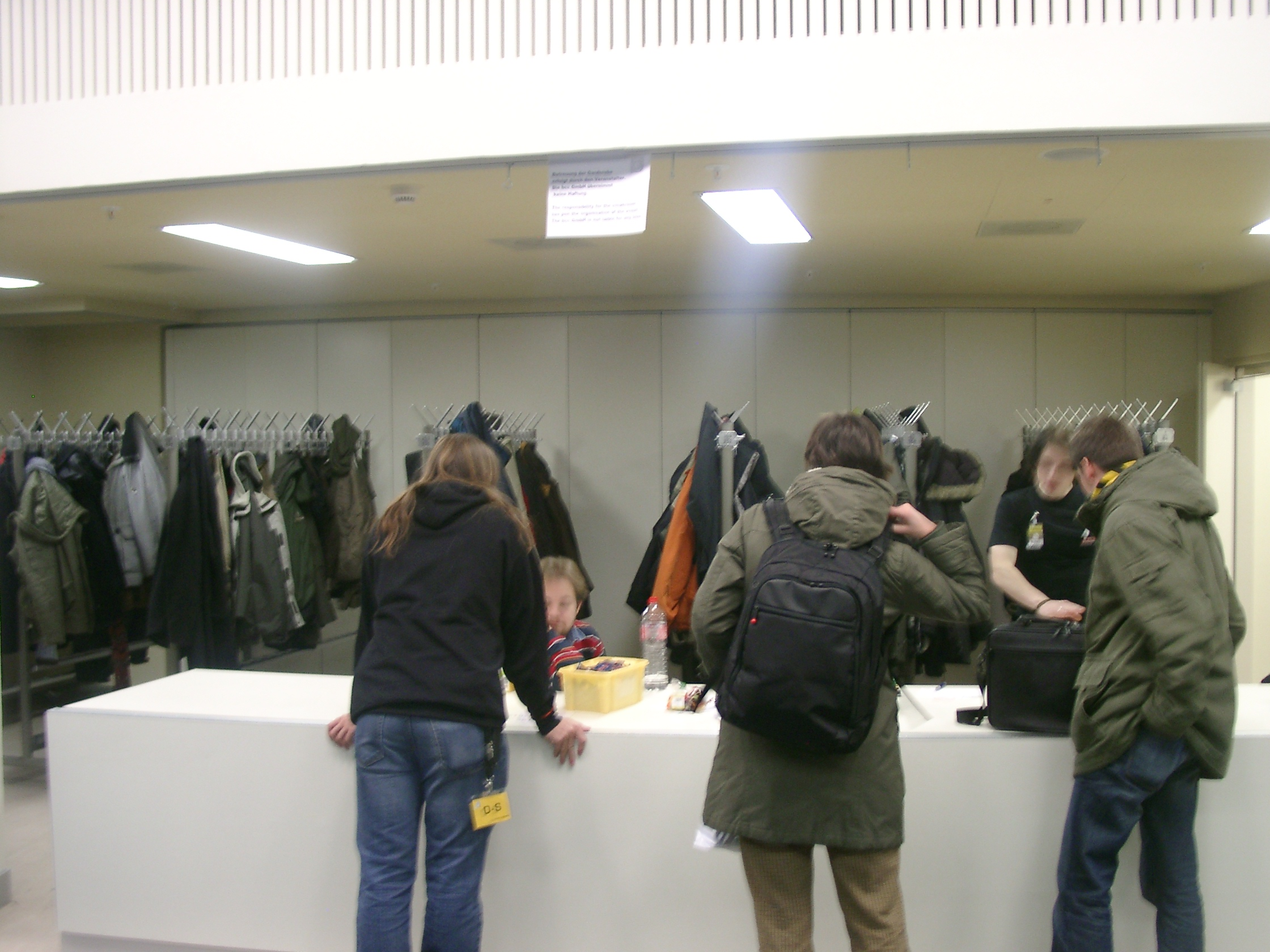
Szatnia i pracujące w niej szatniarki

Szatniarz, szatniarka – osoba pracująca w szatni instytucji o otwartym dostępie (teatry, szkoły), przyjmująca i wydająca odzież wierzchnią w trakcie pobytu klientów w tych instytucjach.
W okresie PRL ze względu na możliwość obserwowania osób wchodzących i wychodzących oraz bezpośredni kontakt niektórzy szatniarze bywali współpracownikami Służby Bezpieczeństwa. Niektórzy zajmowali się również sutenerstwem, handlem papierosami oraz walutami i udzielaniem wysoko oprocentowanych pożyczek.

## Szatniarze i szatniarki w filmach
- Miś – scena z wywieszką „za odzież pozostawioną w szatni szatniarz nie odpowiada”
- Siedem życzeń – Helena Kowalczykowa
- Nie ma róży bez ognia – Cezary Julski
- Zdaniem obrony – Adolf Chronicki
- Pan Dodek – Feliks Chmurkowski